# Professionalism
Termen Professionalism särskiljer dem som utövar något yrkesmässigt från dem som utövar samma sak som hobby, vilka benämns lekmän eller amatörer. Ordet härstammar från latinets professio, som betyder uppgift, yrke. Man kan härleda exempelvis professionellt förhållningssätt, "… en ständig strävan att i yrkesutövandet styras av det som - på kort och lång sikt - gagnar den hjälpsökande, inte av de egna behoven, känslorna, och impulserna. Det innebär att visa respekt, intresse, värme, medmänsklighet, empati och ett personligt bemötande." 

## Inom sport
Professionalism, ofta förkortat pro, är en term som används inom sporten för den som utövar sport mot betalning. Dessa kallas proffs, en sammandragning av professionell. En definition är att proffs har kontrakt om att de ska få pengar för sitt idrottande och inte bara ersättning för resor och material med mera. Amatörer brukar inte ha kontrakt utan får lite ersättning för sina utlägg. Om de har jobb vid sidan om, är de halvtidsproffs eller deltidsproffs, men har de sin sport som yrke kallas de heltidsproffs eller fulltidsproffs. 
Förr i tiden fick proffs inte delta i många stora tävlingar, bland annat olympiska spel och många sporters världsmästerskap. Kända fall där även små ersättningar lett till avstängning var Gunder Hägg och Jim Thorpe. Proffsstatus gällde på livstid, så att de som tagit emot pengar i amatörsporter kunde straffas hårdare än dopade straffas på 2000-talet. Efterhand luckrades detta upp och idrottare kunde ta emot pengar som gömdes undan på ett visst sätt tills efter karriären. Amatörer som deltog i professionella mästerskap kunde räknas som proffs även om de inte tagit emot pengar (vilket orsakade Kanadabråket). En anledning till sådana förbud var, förutom ideologi om att pengar var fult, även frågan om världsförbundens ställning. Många proffstävlingar arrangerades av proffsorganisationer (ofta företag) som inte erkände världsförbunden (bland annat för att världsförbunden avvisade prispengar). Så görs fortfarande. NHL, PGA, WTA, NBA och WBA är exempel på välkända proffsorganisationer som inte inordnar sig under sina sporters världsförbund, och som kan ha egna regler. Professionella tävlingar som inte inordnar sig under förbund har i särskilt hög grad funnits i USA. Det följer indirekt av USA:s grundlag Bill of Rights att fredliga sammankomster inte ska hindras oberoende av vilken organisation som stödjer och inte stödjer det. USA:s idrottsförbund har inte statligt privilegierad ställning, delvis kopplat till grundlagens förbud mot statskyrka.
Professionalism accepterades av världsfriidrottsförbundet IAAF 1982 och av internationella olympiska kommittén 1984. I Sverige är alla spelare i Fotbollsallsvenskan numera proffs i den betydelsen att de ska ha kontrakt om spelarlön, och få av dem har andra arbeten vid sidan om. Lönerna är dock mycket lägre än i större länder såsom till exempel England, Italien och Spanien. I Europa gäller i allmänhet att professionella idrottare fortfarande måste tillhöra föreningar som underordnar sig nationella idrottsförbund, medan det i USA är vanligare med proffstävlingar utanför de nationella idrottsförbundens kontroll. I Sverige måste matcher arrangeras av ideella föreningar eller av bolag som majoritetsägs av sådana föreningar, medan i USA och Storbritannien bolag (som kan köpas och säljas) kan delta i ligorna.